# Shō Ten
Shō Ten (尚典 Thượng Điển,  2/9/1864 – 20/9/1920) là vị thế tử (thái tử) cuối cùng của vương quốc Lưu Cầu. Ông bị mất tước hiệu này khi vương quốc bị bãi bỏ và phụ thân Shō Tai thoái vị vào năm 1879, ông sau đó kế thừa tước hiệu hầu tước (侯爵 kōshaku) trong hàng quý tộc kazoku (hoa tộc) sau cái chết của cha năm 1901.

## Tiểu sử
Shō Ten sinh ra tại Shuri và bắt đầu từ đó trở thành Thế tử của Vương quốc Lưu Cầu. Ông đã trải qua lễ gempuku (nguyên phục) vào năm 1878 và kết hôn cùng năm.
Tháng 3 năm 1879, vua cha là Shō Tai chính thức thoái vị theo lệnh của chính quyền Minh Trị, cũng với đó là việc bãi bỏ vương quốc, chuyển đổi phiên Lưu Cầu thành tỉnh Okinawa, với các quan chức được bổ nhiệm từ Tokyo đến quản lý quần đảo Cựu vương theo lệnh phải đến Tokyo, nhưng giả vờ cáo ốm, ông tạm thời nương tựa tại cung điện của Shō Ten. Shō Ten được cử đến Tokyo với thân phận một con tin nhằm xoa dịu tình hình để các triều thần trước đây tìm cách trì hoãn chuyến đi của cựu vương. Sau cái chết của cha, ông thừa kế tước hiệu hầu tước và người đứng đầu gia tộc Shō vào năm 1901, Shō Ten và gia đình mình đã từ bỏ trang phục truyền thống Lưu Cầu, cũng như phong cách sinh hoạt, ngôn ngữ và lễ nghi vương tộc trước đây, thay vào đó, họ tiếp nhận văn hóa của quý tộc Nhật Bản.
Với vị thế hầu tước, Shō Ten được giữ một ghế di truyền trong Quý tộc viện của Quốc hội Nhật Bản.. Hầu tước qua đời vào ngày 20 tháng 9 năm, 1920 tại biệt thự của ông ở Shuri và được an táng 6 ngày sau đó ở Tamaudun, lăng mộ hoàng gia gần thành Shuri, phù hợp với các nghi thức tang lễ truyền thống Lưu Cầu. Ông là thành viên cuối cùng của gia tộc Shō được vinh dự như vậy. Người con trai cả của ông là Shō Shō (尚昌, Thượng Xương) kế thừa vị trí là người đứng đầu gia tộc.